# Ponte Chaotianmen

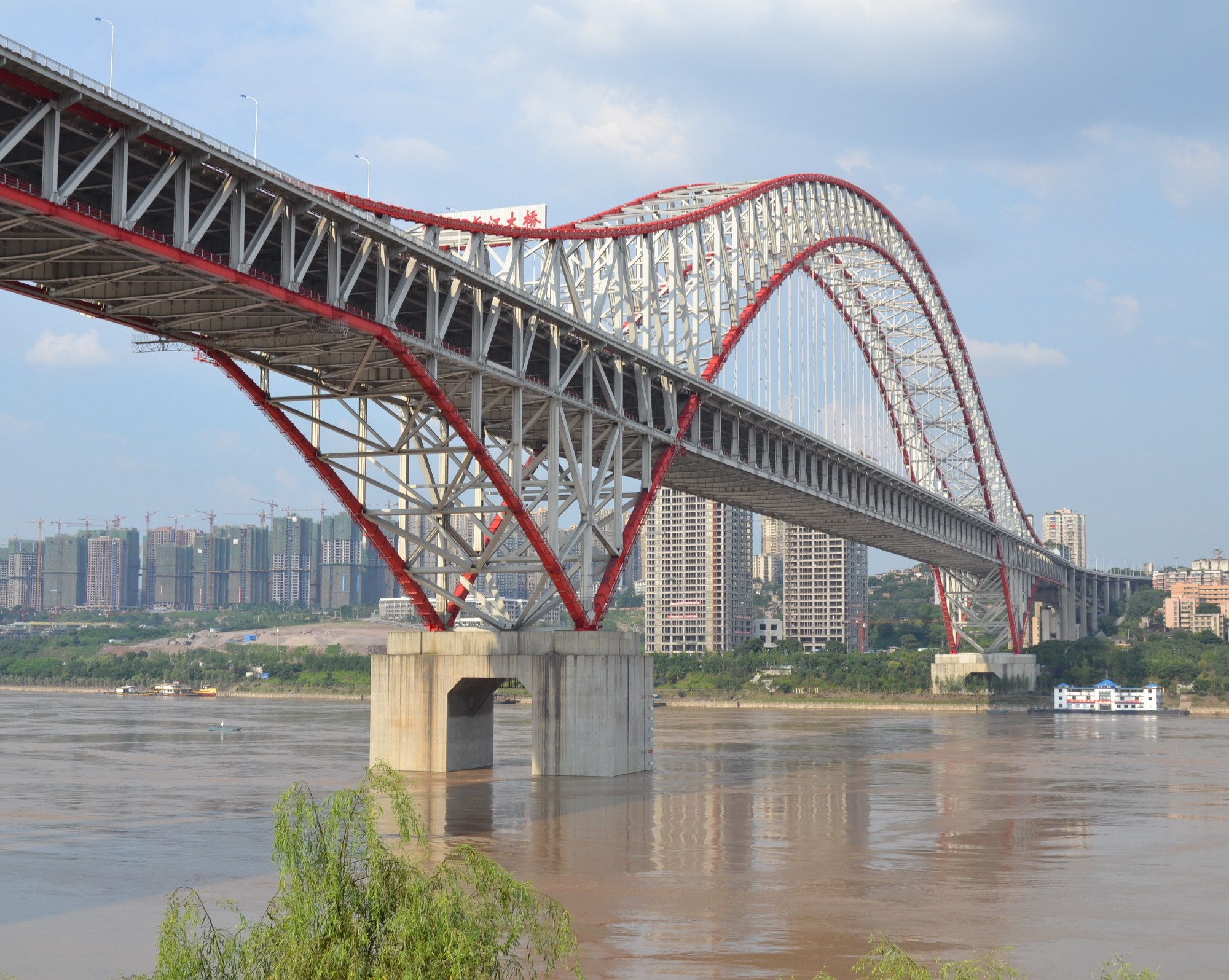

A ponte Chaotianmen (chinês simplificado: 朝天门长江大桥) é uma ponte rodo-ferroviária sobre o rio Yangtzé na cidade de Xunquim, China. Foi inaugurada em 29 de abril de 2009 sendo a ponte em arco de maior vão principal do mundo.